# Dendropogon dentatus
Dendropogon dentatus là một loài rêu trong họ Cryphaeaceae. Loài này được Mitt. mô tả khoa học đầu tiên năm 1891.